# ᵐ
Cette page contient des caractères spéciaux ou non latins. S’ils s’affichent mal (▯, ?, etc.), consultez la page d’aide Unicode.
ᵐ, appelée m en exposant, m supérieur ou lettre modificative m, est un symbole phonétique utilisé dans l’alphabet phonétique ouralique. Il est formé de la lettre m ‹ m › mise en exposant.

## Utilisation
Dans l’alphabet phonétique ouralique utilisé par Toivo Lehtisalo (fi), l’m en exposant est utilisé pour représenter la même consonne que l’m mais avec une prononciation réduite.
Dans certaines transcriptions de l’alphabet phonétique international (API), non standard depuis 1989, ‹ ᵐ › est utilisé avant le symbole d’une consonne bilabiale pour indiquer la prénasalisation, par exemple avec la consonne affriquée bilabiale voisée [ᵐb], aussi notée [ⁿb], ou [m͡b] avec l’API ; ou après le symbole d’une consonne bilabiale pour indiquer la postnasalisation, [bᵐ], aussi notée [b͡m] avec l’API.

## Représentations informatiques
La lettre modificative m peut être représenté avec les caractères Unicode suivants (Extensions phonétiques) :
| formes       | représentations | chaînes de caractères | points de code | descriptions                    | note                            |
| ------------ | --------------- | --------------------- | -------------- | ------------------------------- | ------------------------------- |
| modificative | ᵐ               | ᵐ                     | U+1D50         | lettre modificative minuscule m | codé pour le symbole phonétique |